# Giuseppe Frola
Giuseppe Frola (* 5. Januar 1883 in Turin; † 28. Juli 1917 ebenda) war ein italienischer Historiker und Jurist.

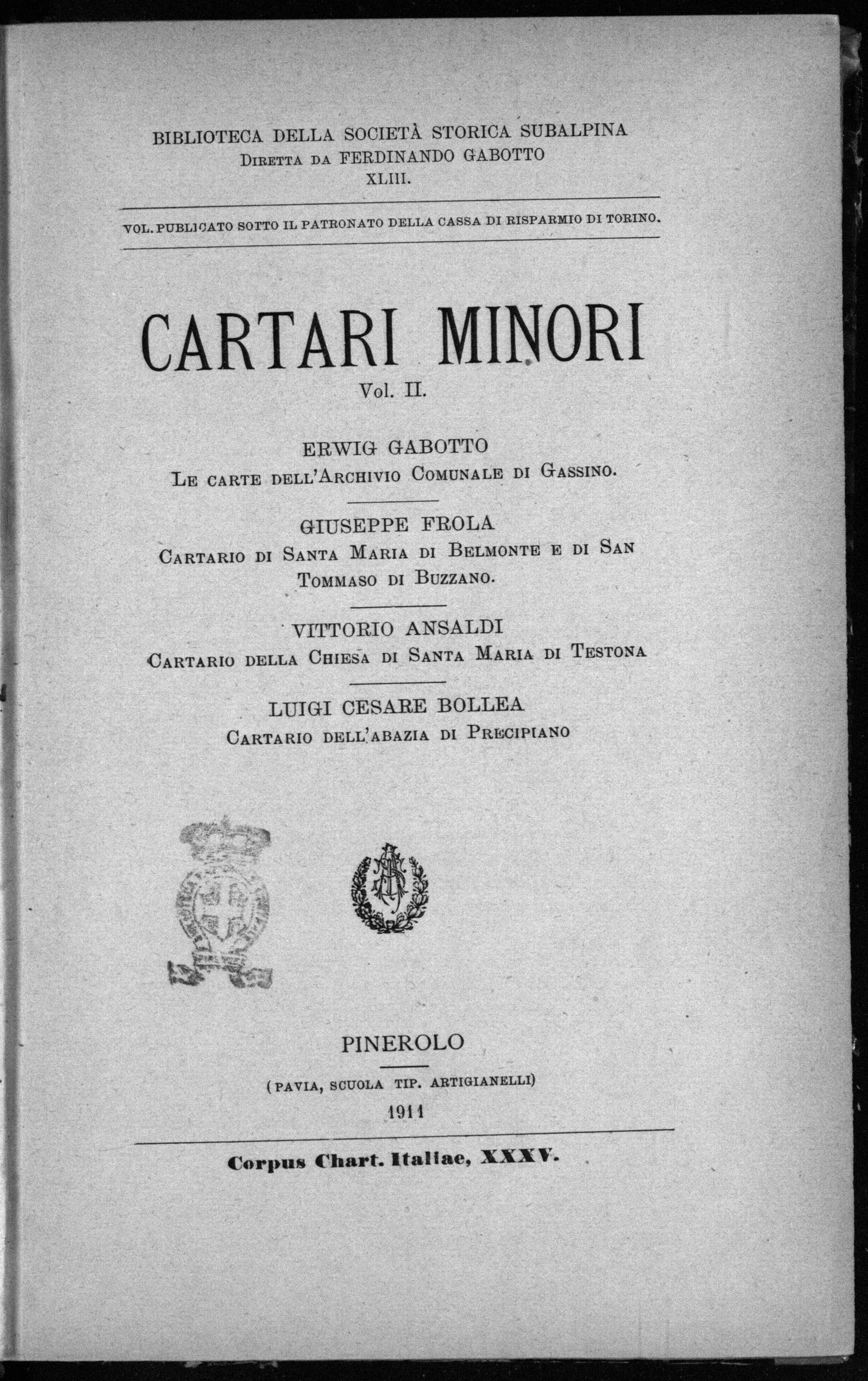
Carte dell’Archivio comunale di Gassino, 1911

## Leben und Wirken
Er wurde am 5. Januar 1883 als Sohn von Secondo Frola und Luisa Balbis in Turin geboren, einem Politiker und Anwalt für Privatrecht und einer piemontesischen Adligen. Er studierte an der Universität Turin an der Fakultät für Rechtswissenschaften, wo er sein Studium bei Professor Francesco Ruffini mit Auszeichnung abschloss. In seiner Abschlussarbeit setzte er sich mit den Statuten der Region Canavese auseinander. Seine Argumentation wurde in Publikationen der Zeitschrift von Ferdinando Gabotto weiter behandelt. 
In jungen Jahren konzentrierte er seine Aufmerksamkeit in erster Linie auf eine historische und rechtshistorische Forschung. Sein Interesse galt vor allem der Region Canavese und die Satzungen der unterschiedlichen Kommunen dieses Gebiets. Basierend auf diesen Nachforschungen verfasste er eine Publikation zur Geschichte der canavesischen Statuten. Als Grundlage hierfür dienten ihm Dokumente aus Archiven und Bibliotheken, unter anderem zahlreiche Manuskripte, die ihn bis nach Rom und in die intellektuellen Kreise der Hauptstadt führten. Seine Forschungen wurden 1918 nach seinem Tod unter dem Titel Corpus statutorum Canavisii veröffentlicht. Diese Sammlung von großer historischer Bedeutung "bietet eine einzigartige Möglichkeit sich dem Wissen über die lokale Rechtsdisziplin anzunähern. Zudem dient sie als Zeugnis über das Leben und die landwirtschaftliche Bevölkerung eines homogenen Territoriums, wie der Canavese, zwischen dem tiefen Mittelalter und dem ersten Zeitalter der Moderne."
Neben seinen Forschungen war Giuseppe Frola zusätzlich mit der Erschließung der Kulturgüter im Jahr 1906 beauftragt und übernahm die Rolle des Sekretärs der Gesellschaft der Kulturgüter in der Provinz Turins. 1911 nahm er an der Weltausstellung in Turin teil. Er starb am 28. Juli 1917 in Turin.

## Werke
- Corpus Statutorum Canavisii, Band 1–3, Scuola Tipografica Salesiana, Turin 1918.